# Enrique Maier
Enrique Maier (Barcellona, 31 dicembre 1910 – Madrid, 22 agosto 1981) è stato un tennista spagnolo.

## Biografia
Di origine tedesca il padre era Otto Maier, centrocampista del Barcellona e uno dei dodici soci fondatori.

## Carriera
Nei tornei dello Slam ha ottenuto i risultati migliori nel doppio misto, in questa disciplina è riuscito a conquistare Wimbledon 1932 insieme a Elizabeth Ryan e gli U.S. National Championships 1935 in coppia con Sarah Palfrey. Nel doppio maschile ha raggiunto le semifinali degli Australian Championships 1935 insieme a Harry Hopman mentre nel singolare si è spinto al massimo fino ai quarti di finale a Wimbledon 1932 e agli U.S. National Championships 1935 venendo sconfitto in entrambe le occasioni dal futuro campione.
In Coppa Davis ha disputato ventisei incontri per la squadra spagnola vincendone tredici.

## Finali del Grande Slam

### Doppio misto

#### Vittorie (2)
| Anno | Torneo                                | Superficie | Compagna       | Avversari in finale          | Punteggio     |
| 1932 | Torneo di Wimbledon, Londra           | Erba       | Elizabeth Ryan | Josane Sigart Harry Hopman   | 7–5, 6–2      |
| 1935 | U.S. National Championships, New York | Erba       | Sarah Palfrey  | Kay Stammers Roderick Menzel | 6–4, 4–6, 6–3 |